# Shades of a Blue Orphanage
Shades of a Blue Orphanage — второй студийный альбом ирландской рок-группы Thin Lizzy, выпущенный в 1972 году.

## Об альбоме
Имя альбома сочетает в себе два названия предыдущих групп, в которых участвовали музыканты Thin Lizzy: Shades of Blue и Orphanage. Композиция «Sarah» была написана для бабушки Фила Лайнотта, вырастившей его, в то время как его мать Филомена не была в состоянии это сделать. Не путать с одноимённой песней из альбома 1979 года Black Rose: A Rock Legend, посвященной дочери Лайнотта.
Эдуардо Ривадавия из AllMusic сильно раскритиковал этот альбом, называя его «разочарованием», первый и заглавный трек он назвал «раздутыми и разрозненными». Тем не менее, Ривадавия отозвался о «Baby Face» и «Buffalo Gal» довольно лестно, и похвалил Лайнотта с его композицией «Sarah», которая вышла «очень красноречивой и личной».

## Список композиций
Слова и музыка всех песен — Фил Лайнотт.
| №  | Название                                               | Автор(ы)                             | Длительность |
| -- | ------------------------------------------------------ | ------------------------------------ | ------------ |
| 1. | «The Rise and Dear Demise of the Funky Nomadic Tribes» | Фил Лайнотт, Эрик Белл, Брайан Дауни | 7:06         |
| 2. | «Buffalo Gal»                                          |                                      | 5:30         |
| 3. | «I Don’t Want to Forget How to Jive»                   |                                      | 1:46         |
| 4. | «Sarah»                                                |                                      | 2:59         |
| 5. | «Brought Down»                                         |                                      | 4:19         |

| №  | Название                     | Длительность |
| -- | ---------------------------- | ------------ |
| 1. | «Baby Face»                  | 3:27         |
| 2. | «Chatting Today»             | 4:19         |
| 3. | «Call the Police»            | 3:37         |
| 4. | «Shades of a Blue Orphanage» | 7:06         |

| №   | Название                                                    | Длительность |
| --- | ----------------------------------------------------------- | ------------ |
| 10. | «Whiskey in the Jar» (full-length version)                  | 5:45         |
| 11. | «Black Boys on the Corner» (b-side)                         | 3:24         |
| 12. | «Buffalo Gal» (1977 overdubbed and remixed version)         | 5:10         |
| 13. | «Sarah» (1977 overdubbed and remixed version)               | 2:47         |
| 14. | «Brought Down» (1977 overdubbed and remixed version)        | 3:06         |
| 15. | «Suicide» (BBC Radio 1 John Peel session)                   | 4:03         |
| 16. | «Black Boys on the Corner» (BBC Radio 1 John Peel session)  | 3:07         |
| 17. | «Saga of the Ageing Orphan» (BBC Radio 1 John Peel session) | 3:39         |
| 18. | «Whisky in the Jar» (BBC Radio 1 John Peel session)         | 5:55         |

## Участники записи
Список составлен по сведениям базы данных Discogs.

| Thin Lizzy: - Филип Лайнотт — вокал, бас-гитара, акустическая гитара - Эрик Белл — соло-гитара, акустическая гитара - Брайан Дауни — ударные Приглашённые музыканты: - Гэри Мур — гитара (в песнях 12, 13, 14); вокал (в песне 14) - Клодэ Саймондс — клавесин, клавишные, меллотрон | Технический персонал: - Ник Таубер — продюсер - Луи Остин — звукоинженер - Дик Плант — ассистент звукоинженера - Тони Дагган — ассистент звукоинженера - Десмонд Наджекодунми — ассистент звукоинженера - Рой Эсмонд — фотограф |